# Línia evolutiva de Bellsprout
Aquesta línia evolutiva de Pokémon inclou Bellsprout, Weepinbell i Victreebel.

## Bellsprout
Bellsprout és una de les espècies que apareixen a la franquícia Pokémon, una sèrie de videojocs, anime, mangues, llibres, cartes col·leccionables i altres mitjans que va ser inventada per Satoshi Tajiri i ha generat milers de milions de dòlars en beneficis per a Nintendo i Game Freak. És de tipus planta i verí i evoluciona a Weepinbell.

## Weepinbell
Weepinbell és una de les espècies que apareixen a la franquícia Pokémon, una sèrie de videojocs, anime, mangues, llibres, cartes col·leccionables i altres mitjans que va ser inventada per Satoshi Tajiri i ha generat milers de milions de dòlars en beneficis per a Nintendo i Game Freak. És de tipus planta i verí i evoluciona de Bellsprout. Evoluciona a Victreebel.

## Victreebel
Victreebel és una de les espècies que apareixen a la franquícia Pokémon, una sèrie de videojocs, anime, mangues, llibres, cartes col·leccionables i altres mitjans que va ser inventada per Satoshi Tajiri i ha generat milers de milions de dòlars en beneficis per a Nintendo i Game Freak. És de tipus planta i verí i evoluciona de Weepinbell.